# Dasychira nigritula
Dasychira nigritula är en fjärilsart som beskrevs av Walker 1865. Dasychira nigritula ingår i släktet Dasychira och familjen tofsspinnare. Inga underarter finns listade i Catalogue of Life.